# Caryospora (champignon)
Caryosporaceae
Pour les articles homonymes, voir Caryospora.
Famille
Genre
Caryospora, unique représentant de la famille des Caryosporaceae, est un genre de champignons de l'ordre des Pleosporales.

## Systématique
Le nom correct complet (avec auteur) de ce taxon est Caryospora De Not., 1857, validement publié en 1857 par le botaniste italien Giuseppe De Notaris. Caryospora putaminum est l'espèce type. La famille monogénérique des Caryosporaceae a été proposée en 2015 par les mycologues Huang Zhang (d), Kevin David Hyde (d) et Hiran Anjana Ariyawansa (d). Certaines sources,, classent le genre dans les Zopfiaceae.

## Liste des espèces
Selon MycoBank (15 novembre 2023) :
- Caryospora aquatica Huang Zhang, K.D. Hyde & Ariyaw., 2015
- Caryospora australiensis Abdel-Wahab & E.B.G. Jones, 2000
- Caryospora callicarpa (Curr.) Nitschke, 1866
- Caryospora cariosa Fairm., 1905
- Caryospora coffeae Pat. & Gaillard, 1889
- Caryospora daweiensis G.C. Zhao & R.L. Zhao, 2012
- Caryospora langloisii Ellis & Everh., 1888
- Caryospora lichenopsis (A. Massal.) Sacc., 1876
- Caryospora mangrovei K.D. Hyde, 1989
- Caryospora masonii D. Hawksw., 1982
- Caryospora minima Jeffers, 1940
- Caryospora minor Peck, 1891
- Caryospora nuclearia (Sacc.) Thüm., 1883
- Caryospora obclavata Raja & Shearer, 2008
- Caryospora olearum (Castagne) Sacc., 1875
- Caryospora phyllostachydis (Hara) I. Hino & Katum., 1965
- Caryospora putaminum (Schwein.) De Not., 1864
- Caryospora quercus Jayasiri, E.B.G. Jones & K.D. Hyde, 2019
- Caryospora striata (Niessl) Scheinpflug, 1958
- Caryospora submersa W. Dong, H. Zhang & K.D. Hyde, 2020